# Panduman (Raya Kahean)
Panduman is een bestuurslaag in het regentschap Simalungun van de provincie Noord-Sumatra, Indonesië. Panduman telt 2868 inwoners (volkstelling 2010).